# Abdusalam Gadisov
Abdusalam Mamatchanovič Gadisov (* 26. března 1989 Machačkala) je bývalý ruský zápasník–volnostylař avarské národnosti.

## Sportovní kariéra
Připravoval se v Machačkale v tréninkové skupině Imanmurzy Alijeva. V ruské mužské reprezentaci se pohyboval od roku 2009, ale výrazně na sebe upozornil v roce 2012 s přestupem do vyšší váhové kategorie do 96 (97) kg. V témže roce si koncem května zajistil prvním místem na ruském mistrovství nominaci na olympijské hry v Londýně. V Londýně prohrál ve druhém kole s úřadujícím mistrem světa Íráncem Rezou Jazdáním ve třech setech v poměru 1:2.
V roce 2015 se druhým místem na mistrovství světa v Las Vegas kvalifikoval na olympijské hry v Riu v roce 2016. V ruské olympijské nominaci však prohrál s Čečencem Anzorem Boltukajevem, na kterém měl velký podíl i bojkot dagestánské reprezentace ruského mistrovství v Jakutsku. Důvodem bojkotu byl výsledek kontroverzního zápasu Viktor Lebeděv vs. Ismajil Musukajev. Sportovní kariéru ukončil v roce 2018. Věnuje se trenérské práci.

## Výsledky
| Turnaj             | 2008 | 2009 | 2010 | 2011 | 2012 | 2013 | 2014 | 2015 |
| Turnaj             | 19   | 20   | 21   | 22   | 23   | 24   | 25   | 26   |
| Turnaj             | -84  | -84  | -84  | -96  | -96  | -96  | -97  | -97  |
| ------------------ | ---- | ---- | ---- | ---- | ---- | ---- | ---- | ---- |
| Olympijské hry     | —    |      |      |      | úč.  |      |      |      |
| Mistrovství světa  |      | 5.   | —    | —    |      | —    | 1.   | 2.   |
| Evropské hry       |      |      |      |      |      |      |      | 3.   |
| Mistrovství Evropy | —    | —    | —    | —    | 1.   | —    | 1.   | 3.   |
| MS juniorů         | 1.   | —    |      |      |      |      |      |      |
| ME juniorů         | —    | —    |      |      |      |      |      |      |